# Anna Celli-Fraentzel
Anna Celli-Fraentzel (auch: Anna Fraentzel Celli; * 27. Mai 1878 in Berlin, Deutschland; † 28. September 1958 in Rom, Italien) war eine deutsche Krankenschwester, Philanthropin und Frauenrechtlerin.

## Leben

### Kindheit und Jugend in Berlin
Celli-Fraentzel war die Tochter der Catharina Traube und des Arztes Oscar Fraentzel.
Sie war die drittälteste von vier Töchtern.
Catharina Traube war Jüdin und Oscar Fraentzel war Katholik.
Um zu heiraten, konvertierten beide zum Protestantismus.
Catharina Traube war die Schwester der Chemikerin Margarete Traube und des Philologen Ludwig Traube.
Celli-Fraentzels Großvater war der Mediziner Ludwig Traube.
Schon in ihrer frühen Kindheit bestand Celli-Fraentzel darauf, ihren Vater Oscar Fraentzel bei seinen Krankenbesuchen zu begleiten.
Gerne hätte sie ihrem Vater bei der Versorgung seiner Kranken geholfen, was ihr natürlich nicht erlaubt war.
Nur bei den Visiten ihres Vaters bei der königlichen Familie war es Celli-Fraentzel verboten, ihren Vater zu begleiten.
Daraus entwickelte sie schon in der Kindheit eine Abneigung gegen die privilegierten Stände und die Herrscher-Familie.
Aufgewachsen unter dem Einfluss von zwei berühmten Ärzten (Großvater und Vater), fasste Celli-Fraentzel schon in frühester Jugend den Entschluss, Medizinerin zu werden und Männern und insbesondere Frauen zu helfen.
1894, Celli-Fraentzel war 16 Jahre alt, starb ihr Vater Oscar Fraentzel plötzlich an einem Hirnschlag.
Dies stürzte die Familie in finanzielle Schwierigkeiten.
Celli-Fraentzels Mutter zog mit ihren vier Töchtern in die Kurfürstenstraße 118⊙.
Celli-Fraentzel sollte nun für ihren Lebensunterhalt selbst sorgen.
Da sie sowieso keine gute Schülerin war und sich die meiste Zeit damit beschäftigte, die medizinischen Bücher aus der Bibliothek ihres Vaters zu lesen, nahm ihre Mutter sie von der Schule, beschäftigte sie im Haushalt und als Kindermädchen für die jüngere Schwester Marie und versuchte sie zu überreden, möglichst schnell zu heiraten.
Damit war Celli-Fraentzel jedoch nicht einverstanden.

### Erste Tätigkeit als Krankenschwester in Hamburg, Verlobung mit Angelo Celli
Verzweifelt schrieb sie an ihre Tante Margarete Traube und bat sie, ihr zu helfen, in Rom Medizin zu studieren.
Margarete Traube antwortete ihr, dass sie auch in Rom in ihrem Alter und ohne abgeschlossene Schulausbildung keine Möglichkeit dazu haben würde.
Um sie zu trösten, teilte die Tante ihr die Adresse des Arztes Angelo Celli mit, der gerade einen Gastaufenthalt in Hamburg hatte.
Daraufhin setzte sich Celli-Fraentzel im Jahr 1895 in den Zug, fuhr nach Hamburg und ging, dort angekommen, straks zu Angelo Celli.
Dieser war beeindruckt von der Entschlossenheit der jungen Frau und ließ sie als unbezahlte Helferin gegen Kost und Logis im Hamburger Krankenhaus für Tropenmedizin⊙ arbeiten.
Nebenbei erteilte er ihr Italienisch-Unterricht und gab ihr ab und zu ein kleines Taschengeld, von dem sie die Briefe, die sie nach Hause schickte, bezahlen konnte.
Celli-Fraentzel verrichtete die schwersten und unbeliebtesten Arbeiten ohne Bezahlung zehn bis sechzehn Stunden am Tag.
Nach der Rückkehr Angelo Cellis nach Rom wurde ihre Lage am Krankenhaus immer schwieriger.
Sie klagte Angelo Celli in langen Briefen ihr Leid, die dieser auch beantwortete.
1897 kehrte Angelo Celli zu einem Kongress nach Hamburg zurück und verlobte sich mit Celli-Fraentzel.
Celli-Fraentzel kehrte nach Berlin zu ihrer Familie zurück und arbeitete dort als Krankenschwester an einer gynäkologischen Privatklinik.

### Umzug nach Rom, Heirat, Kampf gegen die Malaria
Celli-Fraentzel zog nach Rom und arbeitete dort im Krankenhaus Santo Spirito in Sassia⊙, an dem über Malaria geforscht wurde und wo schließlich die Übertragung der Infektion von der Anopheles-Mücke auf den Menschen entdeckt wurde.
Einige Zeit verbrachte sie in der Villa ihrer Tante Margarete Traube in Anzio⊙.
Angelo Celli war katholisch, maß aber den Glaubensdingen wenig Bedeutung bei.
Dagegen war seine Familie sehr konservativ katholisch und es gab in ihr mehrere kirchliche Würdenträger.
Aus Rücksicht darauf konvertierte Celli-Fraentzel zum Katholizismus.
1899 heirateten Angelo Celli und Celli-Fraentzel in San Vito di Cadore⊙ in den Dolomiten.

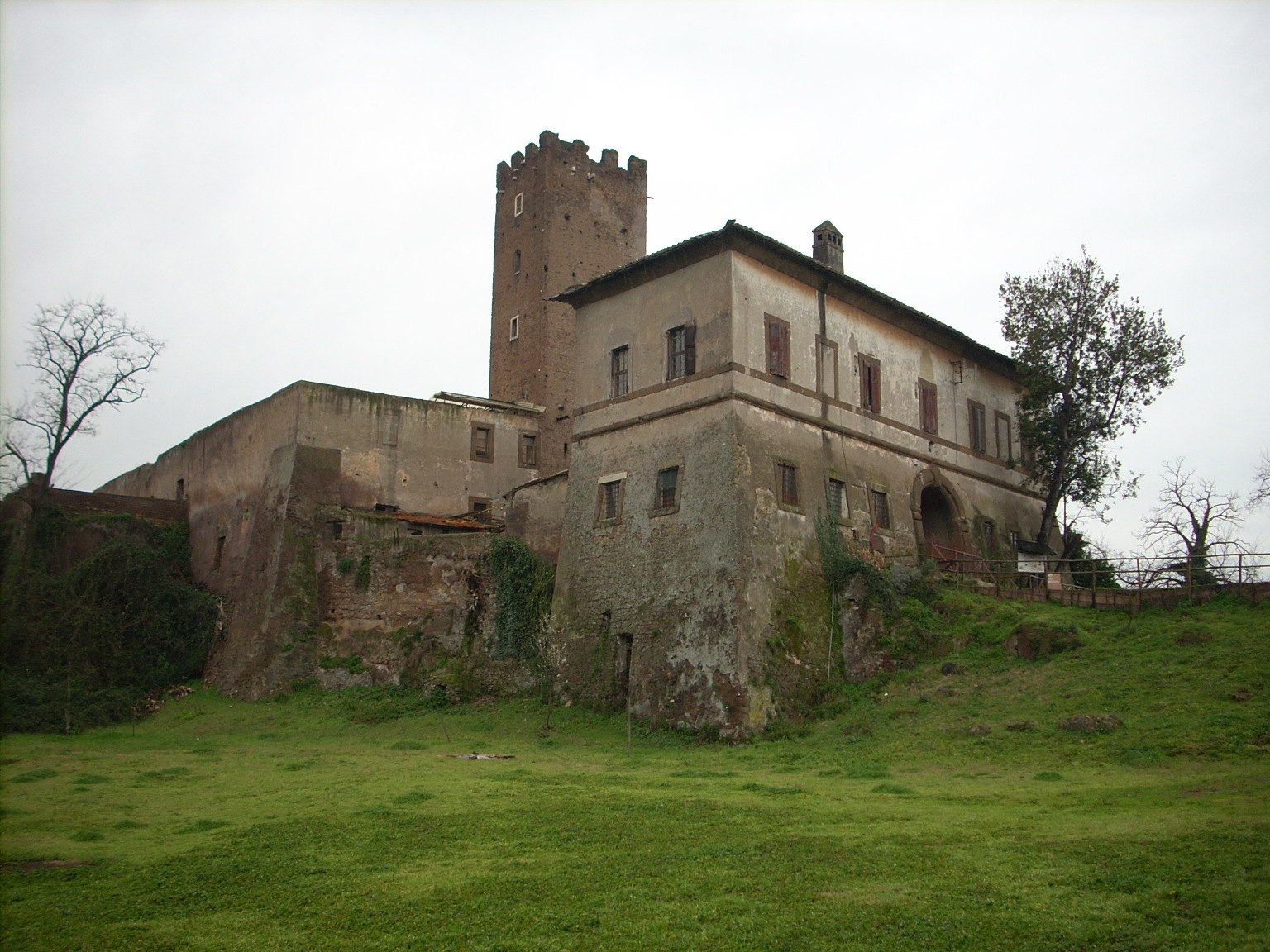
Casale della Cervelletta, Rom, Italien, Malaria-Station

Im Labor des Santo-Spirito-Krankenhauses arbeitete Celli-Fraentzel mit Ärzten und Studenten zusammen und besuchte mit den Studenten die medizinischen Vorlesungen.
Zusammen mit ihrem Mann führte sie den Kampf gegen Malaria und Analphabetismus in der ländlichen Umgebung von Rom.
Sie ergriffen Maßnahmen gegen die Mücken, klärten die Bevölkerung auf, gaben den Erkrankten Chinin.
Sie richteten zwei Gesundheitsstationen ein, eine in Maccarese⊙ unter Leitung von Antonio Dionisi (1866–1931)
und eine in Tor Cervara in der Casale della Cervelletta⊙ unter Leitung von Angelo Celli.
Die Armut unter der italienischen Landbevölkerung der damaligen Zeit war sehr groß.
Zwischen 1876 und 1913 wanderten ungefähr 6 Millionen Italiener in andere europäische Länder aus und 7,4 Millionen nach Amerika.
In ihren autobiografischen Erinnerungen erzählt Celli-Fraentzel über ihre erste Begegnung mit dem Dorf Cerveletta:

“M’ero immaginata di trovare al centro della tenuta un villaggetto nel quale abitassero, in belle casette pulite, con un giardinetto davanti, braccianti e contadini e non posso descrivere la mia delusione e il mio stupore quando Celli mi additò una collinetta dove sorgevano, simili ad un attendamento di negri, numerose capanne con nel mezzo una cappelletta, in aperta campagna, senza un giardino, senza un fiore. Le capanne erano vicine le une alle altre ed erano fatte di paglia, di canne, di stocchi di granturco e di foglie secche, senza una finestra e con una porta, o meglio un buco d’ingresso, così piccolo che per entrare bisognava chinarsi. Nell’interno della capanna c’era un solo giaciglio, una rapazzola, per tutta la famiglia, fatto di rami d’albero tenuti assieme da un fil di ferro, sul quale eran stesi un pagliericcio di cartocci di granturco e pochi stracci. Sull’impiantito in terra battuta eran disposti i pochi utensili di cucina, una madia, un tavolo e qualche sgabello a tre piedi. Nel mezzo, c’era poi il focolare fatto di pochi mattoni in modo che, quando vi si faceva del fuoco, tutta la capanna si riempiva di fumo. Polli e maiali vivevano promiscuamente con gli uomini.”

„Ich stellte mir vor ein kleines Dorf zu finden, in dem die Menschen lebten, in schönen sauberen Häusern, mit einem kleinen Garten drum herum. Ich kann meine Enttäuschung und mein Erstaunen nicht beschreiben als Celli mich auf einen Hügel hinwies auf dem es zahlreiche Hütten mit einer kleinen Kapelle in der Mitte gab, in der freien Natur, ohne Garten ohne Blumen. Die Hütten standen dicht beieinander und bestanden aus Stroh, Schilf, Maisstängeln und trockenem Laub, ohne Fenster und mit einer Tür beziehungsweise einem Loch als Eingang, so klein, dass man sich zum Betreten bücken musste. In der Hütte gab es nur ein primitive Bettstatt, für die ganze Familie, ein Lager aus Zweigen, die von einem Draht zusammengehalten wurden, auf dem Maistroh und ein paar Lumpen ausgebreitet waren. Auf dem Lehmboden lagen die wenigen Küchenutensilien. Es gab einen Schrank, einen Tisch und einige dreibeinige Hocker. In der Mitte befand sich der Herd aus wenigen Ziegeln, so dass beim Anzünden die ganze Hütte mit Rauch gefüllt war. Hühner und Schweine lebten mit den Menschen zusammen.“

Unterstützt von ihrer Tante Margarete Traube schloss sich Celli-Fraentzel dem Kampf um die Gleichberechtigung der Frau an.
Sie knüpfte Kontakte zur Unione femminile nazionale, die 1899 von Ersilia Bronzini in Majno in Mailand gegründet worden war.
Celli-Fraentzel arbeitete an der Monatszeitschrift dieser Organisation mit.
In dieser Frauen-Union versammelten sich viele Frauen und Töchter von Ärzten, die bei der Durchsetzung von Hygiene und Alphabetisierung unter der Landbevölkerung halfen.
Im Rahmen dieser Union begann Celli-Fraentzel Schulen für die Kinder und Erwachsenen der Landbevölkerung zu organisieren.
Dabei hatte sie Widerstände von Seiten der Gutsbesitzer zu überwinden, denen es lieber war, dass die Landarbeiter ungebildete Analphabeten waren, weil diese leichter lenkbar waren und keinen Widerstand leisteten.
Teilweise bekämpfte auch die Kirche diese weltlichen Schulen als Werk des Teufels.
Celli-Fraentzel bemühte sich um eine bessere Ausbildung von Krankenschwestern.
Sie kämpfte für bessere Entlohnung der Krankenschwestern, für geregelte Arbeits- und Ruhezeiten, für einen Urlaubs- und Rentenanspruch.
Von 1900 bis 1901 ging Celli-Fraentzel auf das Gut Foro Appio⊙ zwischen Terracina und Cisterna di Latina in den Pontinischen Sümpfen, um dort die Bekämpfung der Mücken zu organisieren und Chinin als Mittel gegen Malaria bei der Landbevölkerung zu erproben.
Von den Gutsbesitzern der Umgebung wurde sie, obwohl sie schon am Rand ihrer Kräfte war, bei diesem Einsatz auch noch zur Behandlung der Kranken der Umgebung geholt.
Auf Vorschlag von Celli-Fraentzel wurde der Kampf gegen die Malaria schließlich dem Roten Kreuz übergeben.
1901 bildete Angelo Celli ein Komitee bestehend aus Celli-Fraentzel zusammen mit den Ärzten Luigi Concetti, Raffaele Bastianelli und Paolo Ferraresi für die medizinische Versorgung im Kinderkrankenhaus La Scarpeta⊙ in Trastevere.
Celli-Fraentzel übernahm das Management und die administrative Leitung des Kinderkrankenhauses.
Dieses Kinderkrankenhaus hatte Angelo Celli schon 1892 gegründet.
Es diente der Versorgung der erkrankten Kinder des jüdischen Ghettos und der allerärmsten Bevölkerungsschichten bereits von Geburt an.
Maria Montessori arbeitete in ihrer Jugend in La Scarpeta und empfing hier Anregungen für ihr späteres Engagement.
Heute (2021) werden in La Scarpeta Kinder betreut, die unter Autismus und Aufmerksamkeitsdefizit-/Hyperaktivitätsstörung leiden.
Ein kleines Museum erinnert an Celli-Fraentzel.

### Umzug nach Frascati, Tod des Ehemannes, Alterswerk
1910 musste das Ehepaar wegen des schlechten Gesundheitszustandes von Angelo Celli Rom verlassen und zog nach Frascati um.
1914 starb Angelo Celli in einer Klinik in Monza⊙.
Celli-Fraentzel war über den Tod ihres Mannes so verzweifelt, dass sie einen Selbstmordversuch unternahm.
Ihre Freundin Carolina Nistelweck, ebenfalls Krankenschwester, holte sie schließlich aus ihrer Verzweiflung und Einsamkeit in Frascati und half ihr wieder zurück ins aktive Leben.
1920 nahm Celli-Fraentzel den Kampf gegen die Malaria wieder auf.
Im Dienst des Roten Kreuzes half sie in der Malaria-Station Maccarese und bei der Ausbildung von weiblichen Hilfskräften an der Schule für Malariologie in Nettuno⊙.
Von 1921 bis 1936 organisierte Celli-Fraentzel zusammen mit Carolina Nistelweck Krankenschwestern, die durch das Latium fuhren und eine Malaria-Vorsorge durchführten.
Sie fuhren durch die Campagna Romana, nach Nettuno, nach Pratica di Mare⊙, nach Maccarese, nach Santa Severa⊙, und in die Wälder um Moletta⊙, Campo di Carne⊙ und Nettuno, wo sie auch Verbannte und Wehrdienstverweigerer behandelten.
Ihren Wohnsitz hatte Celli-Fraentzel in der Villa Rasponi⊙ bei Frascati.
Diese Villa war besonders in den 1930er Jahren Treffpunkt für Literaten, Forscher, Ärzte, Archäologen und andere Wissenschaftler, besonders aus der deutschen jüdischen Intelligenz.
Celli-Fraentzel widmete sich der Herausgabe des wissenschaftlichen Nachlasses ihres Mannes.
Außerdem hielt sie Vorträge und schrieb Aufsätze und Artikel über den Kampf gegen die Malaria.
Von 1955 bis zu ihrem Tod 1958 wohnte Celli-Fraentzel in einem Zimmer der Niederlassung der Kaiserswerther Diakonie in Rom in der Via Alessandro Farnese 18⊙ im dritten Stock.

## Auszeichnungen
1948 erhielt Celli-Fraentzel für ihre Verdienste im Kampf gegen die Malaria die Bernhard-Nocht-Medaille des Bernhard-Nocht-Instituts für Tropenmedizin.
Außerdem erhielt sie die
- Medaille in Gold des Unterrichtsministeriums für ungewöhnliche und kostenlose Dienste zugunsten der Volks- und Kindererziehung
- Medaille in Silber für die öffentliche Gesundheit des Innenministeriums
- Medaille in Gold des Gesundheitsministeriums für Verdienst zum Wohle der Leidenden[10]

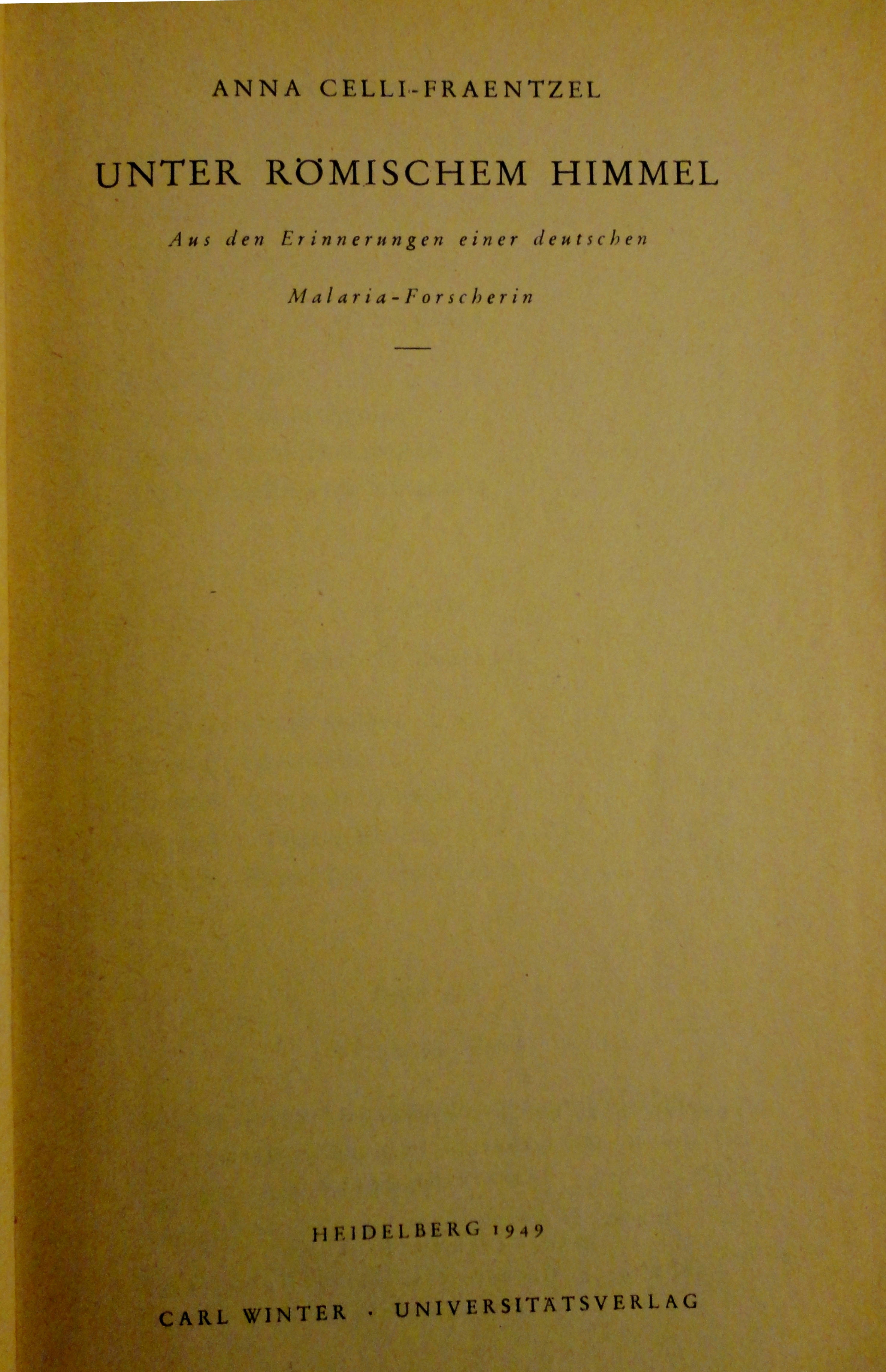
Unter Römischem Himmel. Aus den Erinnerungen einer deutschen Malaria-Forscherin, Autobiografie, deutsche Ausgabe von Uomini che non scompaiono

## Veröffentlichungen (Auswahl)
- Lionardo da Vinci und die pontinische Ebene, Stuttgart: F.K. Schattauer, 1952
- Unter römischem Himmel. Aus den Erinnerungen einer deutschen Malaria-Forscherin, Carl Winter Universitätsverlag, 1949, OCLC 643000509
- Uomini che non scompaiono unter dem Pseudonym M.L. Heid, Sansoni, Firenze, 1944
- Die Römische Campagna und ihre Geschichte: ein Führer durch die Umgebung Roms, Zürich: Sperber, 1939, OCLC 65841629
- Geschichte der Urbarmachung der pontinischen Ebene, 1938
- Quellen zur Geschichte der Malaria in Italien und ihrer Bedeutung für die deutschen Kaiserzüge des Mittelalters, Berlin: Julius Sprilger, 1935, OCLC 83103910
- La febbre palustre nella poesia : (da Virgilio a D'Annunzio), Roma: "La Cardinal Ferrari" S.A.I 1930, OCLC 35274659
- Comment la Gaule, civilisée par Rome, se dévoua à l'assainissement de Rome, au moyen âge et dans les temps modernes, Alger La Typo-Litho, 1930, OCLC 611781409
- Die Bedeutung der Malaria für die Geschichte Roms und der Campagna im Altertum und Mittelalter: Auszung aus einem Vortrag gehalten in Hamburg am 7. Februar 1927, 1927
- Die Malaria im 17. Jahrhundert in Rom und in der Campagna: im Lichte zeitgenössischer Anschauungen, 1928
- Contro un grande flagello: perché non sia offuscata la gloria dei nostri grandi malariologi, in Il Messaggero, 1926
- Angelo Celli (1857–1914) zusammen mit Oddo Casagrandi, 1914, OCLC 941892105
- Die Malaria nach den neuesten Forschungen zusammen mit Angelo Celli, 1913, OCLC 1068410887
- L'Unione Femminile Nazionale e l'Agro romano, in Vita Femminile Italiana, 1912
- Per le scuole delle infermiere, in Nuova Antologia, 1908
- Riflessioni sull'invadenza delle congregazioni religiose, in Unione Femminile, Anno IV, 1904
- Casse di maternità, in Unione Femminile, Anno II, Nr. 15–18, 1902
- La donna infermiera in Italia I–II, in Unione Femminile, Anno I, Nr. 3–4 und Nr. 7–8, 1901
- Cenni sulla vita della contadina e dei bambini nell'Agro romano, in Unione Femminile, Anno I, Nr. 10, 1901